# Jeux méditerranéens de 2009
Navigation
Almería 2005 Mersin 2013
La 16e édition des Jeux méditerranéens s'est déroulée du 26 juin au 5 juillet 2009 à Pescara, en Italie.
La compétition a rassemblé 23 nations bordant la Méditerranée. L'Italie a terminé en tête au classement des médailles, devant la France et l'Espagne. Après les Jeux de Naples (1963) et de Bari (1997), c'était la troisième fois que l'Italie était pays hôte des Jeux.
Lors de ces Jeux, la France a décroché la médaille d'or de handball féminin. À noter également la performance de la gymnaste française Youna Dufournet qui a remporté 5 des 8 médailles françaises glanées en gymnastique artistique féminine (18 sur l'ensemble des épreuves de gymnastique), dont 4 en or. L'athlète français Salim Sdiri a battu le record des Jeux du saut en longueur en signant 8,29 m.

## Sports
- Athlétisme
- Aviron
- Basket-ball
- Beach-volley
- Boules
- Boxe
- Canoë-kayak
- Cyclisme
- Équitation
- Escrime
- Football
- Golf
- Gymnastique artistique
- Gymnastique rythmique
- Haltérophilie
- Handball
- Judo
- Karate
- Lutte
- Natation
- Ski nautique (Démonstration)
- Tennis
- Tennis de table
- Tir
- Voile
- Volley-ball masculin féminin
- Water polo

En Handisport, des épreuves aménagées sont incluses en natation et en athlétisme.

## Nations participantes
- Albanie (151)
- Algérie (116)
- Andorre (13)
- Bosnie-Herzégovine (83)
- Chypre (70)
- Croatie (163)
- Égypte (70)
- Espagne (249)
- France (359)
- Grèce (391)
- Italie (452)
- Liban (36)
- Libye (81)
- Maroc (129)
- Malte (43)
- Monaco (15)
- Monténégro (107)
- Saint-Marin (30)
- Serbie (154)
- Slovénie (135)
- Syrie (60)
- Tunisie (129)
- Turquie (332)

## Sites des compétitions
| Site                                | Capacité | Sport(s)                              |
| ----------------------------------- | -------- | ------------------------------------- |
| Pescara                             |          |                                       |
| Stade Adriatico                     | 22 000   | Athlétisme, football (finale)         |
| Stadio del mare                     | 2 000    | Volley-ball de plage                  |
| Stade Flacco                        | 2 000    | Jeux de boules                        |
| Circuit urbain - Pescara            | -        | Cyclisme sur route, roller            |
| Palais des sports Febo              | 2 000    | Judo, karaté, lutte                   |
| Piscines "Le Naiadi"                | 2 000    | Natation, water polo                  |
| Palais des sports Palaelettra       | 1 450    | Basket-ball                           |
| Palais des sports Giovanni Paolo II | 2 000    | Handball                              |
| Littoral de Pescara                 | -        | Voile, ski nautique, sports de boules |
| Palais des sports Rigopiano         | 1 200    | Haltérophilie                         |
| Polygone de tir Febo                | 100      | Tir                                   |
| Autres sites                        |          |                                       |
| Lac de Bomba                        | ~1 000   | Canoë-kayak, aviron                   |
| Palais des sports de Silvi Marina   | ~2 000   | Gymnastique artistique                |
| Palais des sports de Chieti         | 2 400    | Gymnastique rythmique, volleyball     |
| Golf club de Miglianico             | -        | Golf                                  |
| Palais des sports de Teramo         | 3 600    | Basket-ball                           |
| Palais des sports d'Ortona          | 2 000    | Basket-ball                           |
| Palais des sports d'Avezzano        | 2 000    | Boxe                                  |
| Palais des sports de Pineto         | 1 000    | Escrime                               |
| Center équestre de Chieti           | 1 000    | Équitation                            |

## Calendrier
| ● | Compétition | ● | Finale |

|                           | Jours | Jours | Jours | Jours | Jours | Jours | Jours | Jours | Jours | Jours | Jours |
| Sport                     | 25    | 26    | 27    | 28    | 29    | 30    | 01    | 02    | 03    | 04    | 05    |
| ------------------------- | ----- | ----- | ----- | ----- | ----- | ----- | ----- | ----- | ----- | ----- | ----- |
| Cérémonie d'ouverture     |       | ●     |       |       |       |       |       |       |       |       |       |
| Athlétisme                |       |       |       |       |       | ●     | ●     | ●     | ●     |       |       |
| Aviron                    |       |       | ●     | ●     | ●     |       |       |       |       |       |       |
| Basket-ball               |       | ●     | ●     | ●     | ●     | ●     | ●     | ●     | ●     | ●     |       |
| Beach-volley              |       |       |       | ●     | ●     | ●     | ●     | ●     | ●     |       |       |
| Bocce                     |       |       |       | ●     | ●     | ●     | ●     | ●     | ●     |       |       |
| Boxe                      |       |       | ●     | ●     | ●     | ●     | ●     | ●     |       |       |       |
| Canoë-kayak               |       |       |       |       |       |       |       |       | ●     | ●     | ●     |
| Cyclisme                  |       |       |       |       |       | ●     |       |       | ●     |       |       |
| Escrime                   |       |       |       | ●     | ●     | ●     |       |       |       |       |       |
| Équitation                |       |       |       |       | ●     | ●     | ●     |       | ●     |       |       |
| Football                  | ●     |       | ●     |       | ●     |       | ●     |       | ●     | ●     | ●     |
| Golf                      |       |       |       |       | ●     | ●     | ●     | ●     |       |       |       |
| Gymnastique               |       | ●     | ●     |       | ●     | ●     | ●     | ●     | ●     |       |       |
| Haltérophilie             |       | ●     | ●     | ●     | ●     | ●     |       |       |       |       |       |
| Handball                  |       | ●     | ●     | ●     | ●     | ●     | ●     | ●     | ●     | ●     | ●     |
| Handisport                |       |       |       |       |       | ●     | ●     | ●     |       |       |       |
| Judo                      |       |       |       |       |       |       |       | ●     | ●     | ●     | ●     |
| Karaté                    |       |       |       |       |       | ●     | ●     |       |       |       |       |
| Lutte                     |       | ●     | ●     | ●     | ●     |       |       |       |       |       |       |
| Natation                  |       | ●     | ●     | ●     | ●     | ●     |       |       |       |       |       |
| Roller skating            |       |       |       | ●     |       |       |       |       |       |       |       |
| Tennis                    |       |       | ●     | ●     | ●     | ●     | ●     |       |       |       |       |
| Tennis de table           |       |       |       |       |       | ●     | ●     | ●     | ●     | ●     |       |
| Tir                       |       |       | ●     | ●     | ●     | ●     | ●     | ●     | ●     |       |       |
| Voile                     |       |       |       | ●     | ●     | ●     | ●     | ●     | ●     | ●     |       |
| Volley-ball               |       |       |       | ●     | ●     | ●     | ●     | ●     | ●     | ●     | ●     |
| Water polo                |       |       |       |       |       | ●     | ●     | ●     | ●     |       | ●     |
| Ski nautique (exhibition) |       |       | ●     | ●     | ●     |       |       |       |       |       |       |
| Cérémonie de clôture      |       |       |       |       |       |       |       |       |       |       | ●     |
| Jours                     | 25    | 26    | 27    | 28    | 29    | 30    | 01    | 02    | 03    | 04    | 05    |

## Tableau des médailles
| Rang  | Nation             | Or  | Argent | Bronze | Total |
| ----- | ------------------ | --- | ------ | ------ | ----- |
| 1     | Italie             | 64  | 49     | 63     | 176   |
| 2     | France             | 49  | 53     | 38     | 140   |
| 3     | Espagne            | 28  | 21     | 35     | 84    |
| 4     | Turquie            | 20  | 20     | 25     | 65    |
| 5     | Grèce              | 17  | 13     | 31     | 61    |
| 6     | Tunisie            | 13  | 11     | 14     | 38    |
| 7     | Égypte             | 12  | 10     | 14     | 36    |
| 8     | Serbie             | 9   | 13     | 13     | 35    |
| 9     | Slovénie           | 7   | 9      | 10     | 26    |
| 10    | Maroc              | 6   | 9      | 6      | 21    |
| 11    | Croatie            | 5   | 12     | 11     | 28    |
| 12    | Chypre             | 3   | 4      | 1      | 8     |
| 13    | Albanie            | 2   | 4      | 0      | 6     |
| 14    | Algérie            | 2   | 3      | 12     | 17    |
| 15    | Syrie              | 2   | 3      | 7      | 12    |
| 16    | Monténégro         | 2   | 2      | 3      | 7     |
| 17    | Saint-Marin        | 1   | 3      | 2      | 6     |
| 18    | Libye              | 1   | 0      | 6      | 7     |
| 19    | Bosnie-Herzégovine | 0   | 3      | 5      | 8     |
| 20    | Malte              | 0   | 1      | 0      | 1     |
| -     | Monaco             | 0   | 1      | 0      | 1     |
| Total | Total              | 243 | 244    | 295    | 782   |

source: site officiel (voir en lien externe, pour les résultats complets) 